# 트라몬티
트라몬티(이탈리아어: Tramonti)는 이탈리아 캄파니아주 살레르노도에 있는 코무네이다. 아말피 해안에 위치해있다.

## 역사
트라몬티는 서기 839년에서 1200년 사이에 지중해에서 중요한 무역력을 지녔던 아말피 해양 공화국의 중요한 도시였다.

## 경제
포도와 레몬, 밤이 이 도시에서 풍부하다.

## 같이 보기
- 아말피 해안
- 소렌토 반도